# Miraxis
Miraxis és un gènere d'arnes de la família Crambidae. Conté només una espècie, Miraxis klotsi, que es troba al Perú.